# Диксон, Линвал
Ли́нвал «Ру́ди» Ди́ксон (англ. Linval "Rudi" Dixon; род. 14 сентября 1971, Олд-Харбор-Бей, Сент-Кэтрин) — ямайский футболист и тренер, выступавший на позиции защитника. Участник чемпионата мира 1998 года в составе национальной сборной Ямайки.

## Клубная карьера
Линвал Диксон закончил Кларендон-колледж, где выступал за школьную футбольную команду. В 1995 году подписал контракт с клубом «Чарлстон Бэттери», за который выступал в United Soccer League. Осенью 1995 года перешёл в «Азард Юнайтед», в котором играл до 2002 года. Затем вернулся в «Чарлстон Бэттери», в составе которого отыграл ещё два сезона. В 2003 году вместе со своей командой Диксон выиграл А-лигу.

## Карьера в сборной
Дебютировал за национальную сборную в 1993 году в матче Карибского кубка против Сент-Китса и Невиса (4:1), после чего выступал за неё до 2003 года. В 1998 году был вызван главным тренером сборной Рене Симойнсом на чемпионат мира во Франции. Там он был запасным игроком и не сыграл ни в одной игре. Также принял участие в розыгрышах Золотого кубка КОНКАКАФ 1993 и 1998 годов. После ухода из сборной вратаря Уоррена Барретта Диксон некоторое время был капитаном команды. Всего в течение 10 лет, проведённых в составе главной команды страны, сыграл в 127 матчах, в том числе в тридцати одном отборочном матче чемпионата мира. 

## Тренерская карьера
В 2005 году Линвал возглавил команду «Портмор Юнайтед» до 23 лет. В 2007 году был назначен главным тренером первой команды этого клуба. В конце 2009 года ушёл с должности главного тренера, но остался в тренерском штабе клуба. В 2010 году вновь возглавил команду. По окончании года покинул клуб. С марта 2013 по июль 2017 года снова был главным тренером «Портмор Юнайтед».